# Uku Suviste
Uku Suviste, född 6 juni 1982 i Tallinn, är en estnisk sångare, låtskrivare, pianist och musikproducent.
2005 deltog han i sångtävlingen "Kaks takti ette", och slutade där på tredje plats. 2008 släppte han sitt debutalbum, "Ilus aeg" i samarbete med Birgit Õigemeelega. I maj 2010 annonserades han som Estlands representant i musiktävlingen New Wave 2010. I juli samma år deltog han i tävlingen och hamnade slutligen på en tredje plats, fyra poäng bakom vinnaren Sona Sjachgeldjan från Armenien, och tre poäng bakom tvåan Tatjana Sjirko från Ukraina. Tredjeplatsen innebar Estlands bästa resultat någonsin, i tävlingen. Suviste skulle ha deltagit i Estlands nationella uttagning till Eurovision Song Contest 2011 med bidraget "Jagatud öö". Han diskvalificerades dock den 15 februari 2011.

## Privatliv
Suviste är son till TV-producenten Raivo Suviste.